# かにが沢公園
かにが沢公園（かにがさわこうえん）は、神奈川県座間市に位置する都市公園である。

## 概要
四季折々の自然が楽しめ、座間八景の一つにもなっている公園。また、市のイベント会場にもよく使われる。4つに分けられた広場で遊ぶことができる。

## 公園施設

### 遊具
谷を利用した長い滑り台がある。

### 広場
- 中央広場
- 芝生広場
- 多目的広場
- 子供広場

### トイレ
- 公衆トイレ
- 障害者トイレ

### その他
- 水道
- 駐輪場
- 駐車場

## 植物
桜や梅など様々な木々や花がたくさんある。

### 主な花・木
- 梅
- 彼岸花
- 桜

## アクセス
小田急小田原線相武台前駅南口から徒歩約10分。